# Galphay
Galphay – wieś w Anglii, w hrabstwie North Yorkshire. Leży 41 km na północny zachód od miasta York i 310 km na północ od Londynu.